# 紹塞區

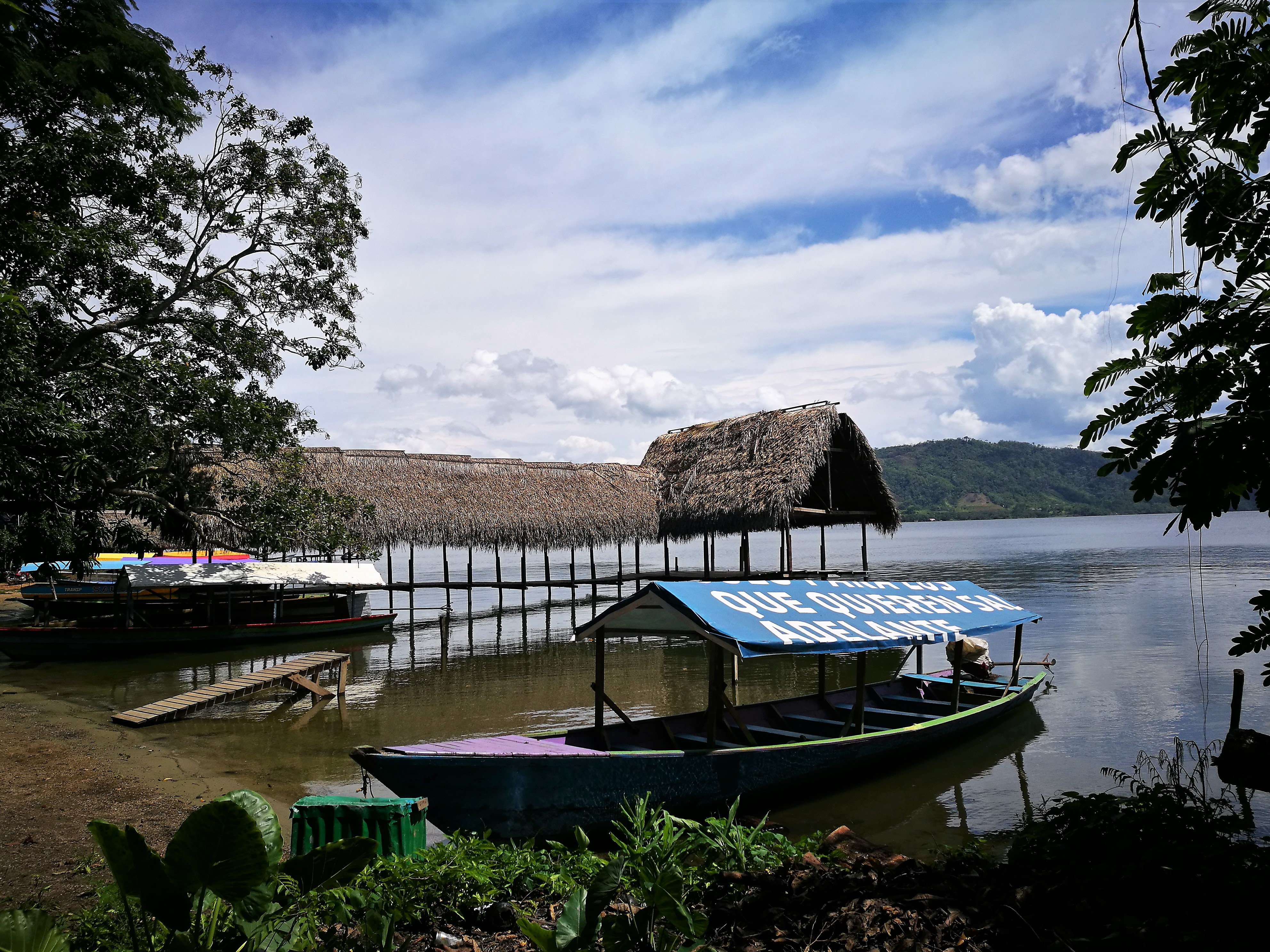

6°41′23″S 76°13′02″W / 6.6898°S 76.2171°W
紹塞區（西班牙語：Distrito de Sauce），是秘魯的一個區，位於該國中北部聖馬丁大區的聖馬丁省，始建於1936年5月20日，面積103平方公里，海拔高度600米，2005年人口5,350，人口密度每平方公里52人。